# جون رولف
جون رولف (بالإنجليزية: John Rolfe)، كان مستكشف وتاجر انجليزي وأحد المستوطنين الإنجليز الأوائل لأمريكا الشمالية.ينسب له الأسبقية بزراعة التبغ كمحصول تجاري للتصدير في مستعمرة فرجينيا أكثر ما أشتهر به جون رولف هو زواجه من أمريكية أصلية (هندية حمراء) تدعى بوكاهانتس.
لعب دورًا حاسمًا في اقتصاد مستعمرة فرجينيا المبكر من خلال إدخال أحلى سلالة من التبغ من ترينيداد، والتي أصبحت محصولًا نقديًا مربحًا. تزوج رولف من بوكاهانتس، ابنة زعيم الهنود الحمر بوهاتان، وأنجبا ابنًا يُدعى توماس. سافر رولف وبوكاهانتس إلى إنجلترا في عام 1616 للترويج للاستعمار والاستثمار في فرجينيا. بعد وفاة بوكاهانتس، عاد رولف إلى فرجينيا واستمر في العمل بالتبغ. أرست سلالة التبغ التي زرعها رولف الأساس لصناعة التبغ المزدهرة في فرجينيا.

## روابط خارجية
- جون رولف على موقع الموسوعة البريطانية (الإنجليزية)
- جون رولف على موقع إن إن دي بي (الإنجليزية)